# Сосновка (Кораблинский район)
Сосновка — населённый пункт, входящий в состав Кипчаковское сельского поселения Кораблинского района Рязанской области.

## Географическое положение
Сосновка находится в северо-западной части Кораблинского района, в 10 км к северо-западу от райцентра.
Ближайшие населённые пункты:

— село Кипчаково к северо-западу по асфальтированной дороге;

— деревня Красная Поляна к юго-востоку по асфальтированной дороге.

## Название
Названа по расположению у сосновых лесов, окружающих деревню.

## История
Деревня возникла в 10–20 годы XX века. В 1925 году насчитывала 20 дворов и 100 жителей.

## Население
| 2010 |
| ---- |
| 25   |

## Инфраструктура
Объектов инфраструктуры в Сосновке нет.
Дорожная сеть
На окраине деревни проходит автотрасса межмуниципального значения «Кораблино-Ухолово», от которой отходит асфальтированное ответвление.